# Truly, Madly, Deeply
Truly, Madly, Deeply (bra Um Romance de Outro Mundo, ou Um Romance do Outro Mundo) é um filme britânico de 1990, do gênero drama romântico-fantástico-musical, escrito e dirigido por Anthony Minghella.

## Sinopse
Arrasada com a morte do namorado, Nina o vê ressurgir do além como um fantasma.